# Litauische Verfassung

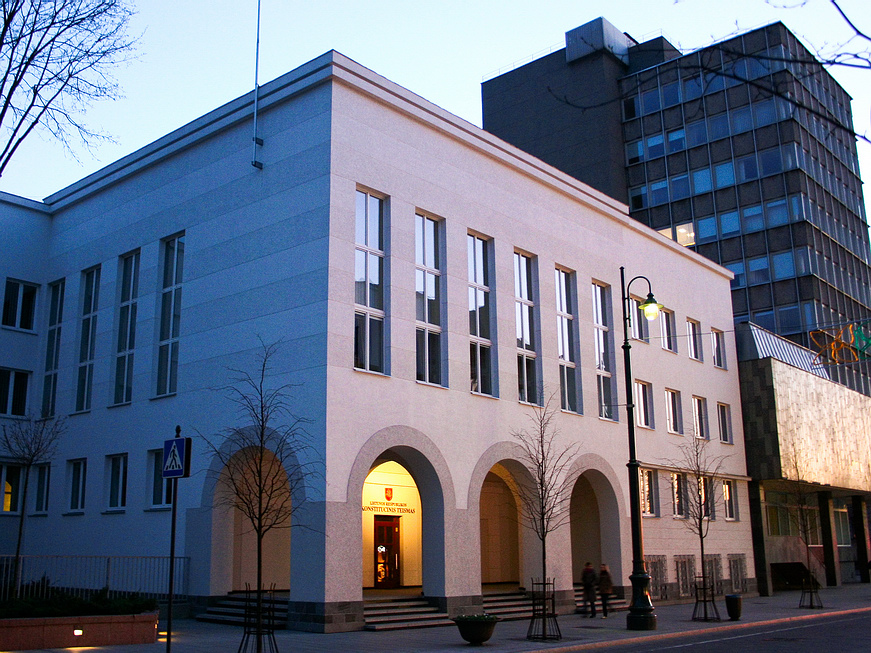
Litauisches Verfassungsgericht (Gediminas-Prospekt, Vilnius)

Die litauische Verfassung wurde 1992 eingeführt und ist die derzeit gültige rechtliche Grundordnung der Republik Litauen.
Seit Mitte Herbst 1994 gilt die vom litauischen Parlament („Aukščiausioji Taryba-Atkuriamasis Seimas“) erlassene Verfassung vom 25. Oktober 1992.

## Verfassungsgeschichte
Die erste demokratische Verfassung Litauens war in der Zwischenkriegszeit (Litauische Verfassung von 1922). Die letzte Verfassung des unabhängigen Litauen war die Litauische Verfassung von 1938.

### 1918–1940
- Vorläufige Verfassung vom 2. November 1918
- Vorläufige Verfassung vom 4. April 1919
- Vorläufige Verfassung vom 10. Juni 1920
- Verfassung vom 1. August 1922
- Verfassung vom 15. Mai 1928
- Verfassung vom 11. Februar 1938
- Verfassung der Sozialistischen Sowjetrepublik vom 27. August 1940

### 1991–2004
- Verfassungsgesetz vom 11. Februar 1991
  - Verfassungsgesetz über die Nichtanbindung an postsowjetische östliche Bündnisse vom 8. Juni 1992
- Verfassung vom 25. Oktober 1992
  - Verfassungsgesetz zur Einführung der Verfassung vom 25. Oktober 1992
  - Verfassungsgesetz über die Mitgliedschaft in der Europäischen Union vom 13. Juli 2004

## Struktur der Verfassung
Verfassung vom 25. Oktober 1992:
Präambel
1. Kapitel. Litauischer Staat (Art. 1 – Art. 17) (insgesamt 17 Artikel)
2. Kapitel. Mensch und der Staat (Art. 18 – Art. 37) (20 Art.)
3. Kapitel. Gesellschaft und der Staat (Art. 38 – Art. 45) (8 Art.)
4. Kapitel. Wirtschaft und Arbeit (Art. 46 – Art. 54) (9 Art.)
5. Kapitel. Parlament (Art. 55 – Art. 76) (12 Art.)
6. Kapitel. Staatspräsident (Art. 77 – Art. 90) (14 Art.)
7. Kapitel. Regierung (Art. 91 – Art. 102) (12 Art.)
8. Kapitel. Verfassungsgericht (Art. 103 – 108) (6 Art.)
9. Kapitel. Gerichte (Art. 109 – Art. 118) (10 Art.)
10. Kapitel. Die kommunale Selbstverwaltung (Art. 119 – Art. 124) (6 Art.)
11. Kapitel. Finanzen und Haushalt des Staates (Art. 125 – 132) (8 Art.)
12. Kapitel. Rechnungshof (Art. 133 – Art. 134) (2 Art.)
13. Kapitel. Auswärtige Politik und die Staatsverteidigung (Art. 135 – 146) (12 Art.)
14. Kapitel. Verfassungsänderung (Art. 147 – 149) (3 Art.).